# 竹山晃暉
竹山 晃暉（たけやま こうき、1996年9月25日 - ）は、ジャパンラグビーリーグワン埼玉パナソニックワイルドナイツに所属するラグビー選手。　

## プロフィール
- 栃木県宇都宮市出身。
- ポジションはウィング(WTB)、フルバック(FB)。
- 身長 176 cm、体重 80 kg
- 日本代表キャップは1。（2022年6月18日現在）
- オールスターゲームの対抗戦選抜に選ばれたことがある[1]。
- ジュニア・ジャパンに選ばれたことがある[2]。
- 7人制ユース日本代表に選ばれたことがある[3]。
- 父は元力士の星鶴王[4]。（最高位は幕下22枚目の元力士）。
- 1度結婚しているだが離婚し子供 2人の娘2025現在長女小学六年生 次女 4歳 長男 小学4年生を置いて離婚した

## 略歴
3歳からラグビーを始める。広陵少年ラグビークラブに所属。河合町立河合第二中学校時代に、奈良県選抜。全国優勝。
第92回全国高等学校ラグビーフットボール大会、第94回全国高等学校ラグビーフットボール大会出場。高校3年時、副将。10トライをあげ、御所実の準優勝に貢献。
2015年、御所実業高校卒業後、帝京大学に入学。
2018年、帝京大学ラグビー部の副将に就任した。
2019年、帝京大学卒業後、パナソニック ワイルドナイツ(現・埼玉パナソニックワイルドナイツ)に加入。
2020年1月12日にジャパンラグビートップリーグ第1節クボタスピアーズ戦に先発出場で公式戦初出場を果たす。
そして2020年度シーズン終了後、新人賞に金秀隆と共に選ばれた。
2021年、再結成されたサンウルブズのメンバーに選ばれた。
2022年6月18日に行われたリポビタンDチャレンジカップ2022ウルグアイ戦にて先発出場で日本代表初キャップを獲得した。
2024年6月上旬からオーストラリア・キャンベラに留学。

## 受賞歴
- 2020-21トップリーグ新人賞

## テレビ出演
- ミライ☆モンスター（2015年11月8日、フジテレビ）